# 酒井恒城
酒井 恒城（さかい つねもと）は、戦国時代の武将。徳川家康の重臣・酒井忠次の異母弟。

## 略歴
はじめ僧となっていたが、後に還俗して兄と同じく徳川家康に仕えた。永禄6年（1564年）の三河一向一揆鎮圧で功があったという。後に再度出家し知恩院に住む。元和2年（1616年）京都で没した。